# Ljublino (Kaliningrad)
Ljublino (russisch Люблино, deutsch Seerappen und Korniten) ist ein Ort in der russischen Oblast Kaliningrad im Stadtkreis Swetly.

## Geographische Lage
Ljublino liegt unmittelbar nordwestlich der Oblasthauptstadt Kaliningrad (Königsberg) und 13 Kilometer nordöstlich von Swetly (Zimmerbude) an der Kommunalstraße 27K-118 von Kaliningrad nach Tscherepanowo ((Adlig) Powayen). Innerorts zweigt eine unwegsame Straße in nordöstliche Richtung nach Kolossowka (Willgaiten) zur Weiterfahrt bis an die Regionalstraße 27A-032 (ehemalige deutsche Reichsstraße 143) von Kaliningrad nach Pereslawskoje (Drugehnen) ab. Nicht ganz zwei Kilometer südlich des Ortes liegt die Bahnstation „Ljublijno-Nowoje“ an der Bahnstrecke Kaliningrad–Baltijsk (Königsberg–Pillau). 
Zu Ljublino gehört auch eine Kleingartensiedlung an der Ortsstelle des ehemaligen Lindenau. Dort befindet sich auch der Haltepunkt O.p. 18 km (früher Lindenau) an ebendieser Bahnstrecke.

## Geschichte

### Korniten
Das kleine bis 1946 Korniten genannte Gutsdorf lag weniger als einen Kilometer vom Nachbarort Seerappen entfernt. Im Jahre 1405 wurde der Ort gegründet und kam 1874 in den neu errichteten Amtsbezirk Rogehnen (der Ort existiert nicht mehr). Dieser lag im Landkreis Fischhausen im Regierungsbezirk Königsberg der preußischen Provinz Ostpreußen. Im Jahre 1910 zählte Korniten 112 Einwohner. Am 30. September 1928 gehörte Korniten zu den drei Gutsbezirken, die sich mit Seerappen zur neuen Landgemeinde Seerappen zusammenschlossen. Der Amtsbezirk Rogehnen wurde 1930 in „Amtsbezirk Seerappen“ umbenannt und gehörte von 1939 bis 1945 zum neu formierten Landkreis Samland. In Kriegsfolge kam Korniten 1945 mit dem nördlichen Ostpreußen zur Sowjetunion und erhielt die russische Bezeichnung „Ljublino“.

### Seerappen
Das Gründungsdatum des bis 1946 Seerappen genannten Dorfes liegt im Jahre 1400. Im Jahre 1874 wurde der Ort in den neu geschaffenen Amtsbezirk Rogehnen innerhalb des Landkreises Fischhausen im Regierungsbezirk Königsberg der preußischen Provinz Ostpreußen eingegliedert. Die Zahl der Einwohner belief sich im Jahre 1910 auf 185.
Am 30. September 1928 schlossen sich die Gutsbezirke Korniten, Laserkeim und Rogehnen (die beiden letzteren existieren nicht mehr) mit der Landgemeinde Seerappen zur neuen Landgemeinde Seerappen zusammen. Der Amtsbezirk Rogehnen wurde dementsprechend am 18. Mai 1930 in „Amtsbezirk Seerappen“ umbenannt. Die Einwohnerzahl Seerappens stieg bis 1933 auf 891 und betrug 1939 bereits 1.731. Im Jahre 1939 „wechselte“ Seerappen in den neuen, aus den Kreisen Fischhausen und Königsberg zusammengelegten Landkreis Samland. Sechs Jahre später wurde Seerappen mit dem ganzen nördlichen Ostpreußen in Kriegsfolge der Sowjetunion zugeordnet und erhielt die russische Bezeichnung „Ljublino“.

#### Amtsbezirk Seerappen (1930–1945)
Mit der Umbenennung des Amtsbezirks Rogehnen wurde Seerappen Amtsdorf und blieb es bis zum Jahre 1945. Zum Zeitpunkt der Umbenennung gehörten lediglich noch drei Gemeinden zu dem Amtsbezirk: die Landgemeinden Bärwalde (heute russisch: Wessjolowka), Schorschehnen (Malinowka, nicht mehr existent) und Seerappen (Ljublino).

#### Luftschiffhafen Seerappen (1915–1917)
Bekannt wurde das ostpreußische Seerappen durch den 1915 erbauten Luftschiffhafen, der auch die Zentrale des Marine-Luftschiffwesens der östlichen Ostsee beherbergte. 
Hier war seit 1917 das Luftschiff LZ 62 stationiert, das als das erfolgreichste Luftschiff im Ersten Weltkrieg galt. Noch im gleichen Jahr jedoch wurde es wieder außer Dienst gestellt, im Jahre 1920 zerlegt und als Reparationsleistung nach Belgien überstellt. Teile davon sind im Musée de L'Air in Brüssel zu sehen.

#### Fliegerhorst Seerappen (1920–1945)
Die leerstehenden Gebäude und Gelände des Luftschiffhafens wurden als Fliegerhorst genutzt, von wo aus am 28. Dezember 1920 der Flugbetrieb zwischen Königsberg und Berlin aufgenommen wurde.

#### KZ-Außenarbeitslager Seerappen (bis 1945)
In der Zeit des Nationalsozialismus hatte Seerappen auch eine unrühmliche Bedeutung, befand sich hier doch eines der 39 Außenarbeitslager des Konzentrationslagers Stutthof (heute polnisch: Sztutowo östlich von Danzig). Hier waren jüdische Häftlinge untergebracht. Überlebende des Lagers wurden mit anderen Leidensgenossen im Massaker von Palmnicken 1945 über Königsberg (Preußen) in die eiskalte Ostsee bei Palmnicken (heute russisch: Jantarny) getrieben und erschossen.

### Ljublino
Im Jahr 1947 erhielt der Ort Seerappen die russische Bezeichnung Ljublino und wurde gleichzeitig dem Dorfsowjet Wsmorjewski selski Sowet im Rajon Primorsk zugeordnet. In der Folge wurde auch Kornitten zu Ljublino gezählt. Später gelangte Ljublino in den Pereslawski selski Sowet und Mitte der 1970er Jahre in den Wolotschajewski selski Sowet im Rajon Gurjewsk. Seit 1994 gehört Ljublino zum Stadtkreis Swetly.

## Kirche

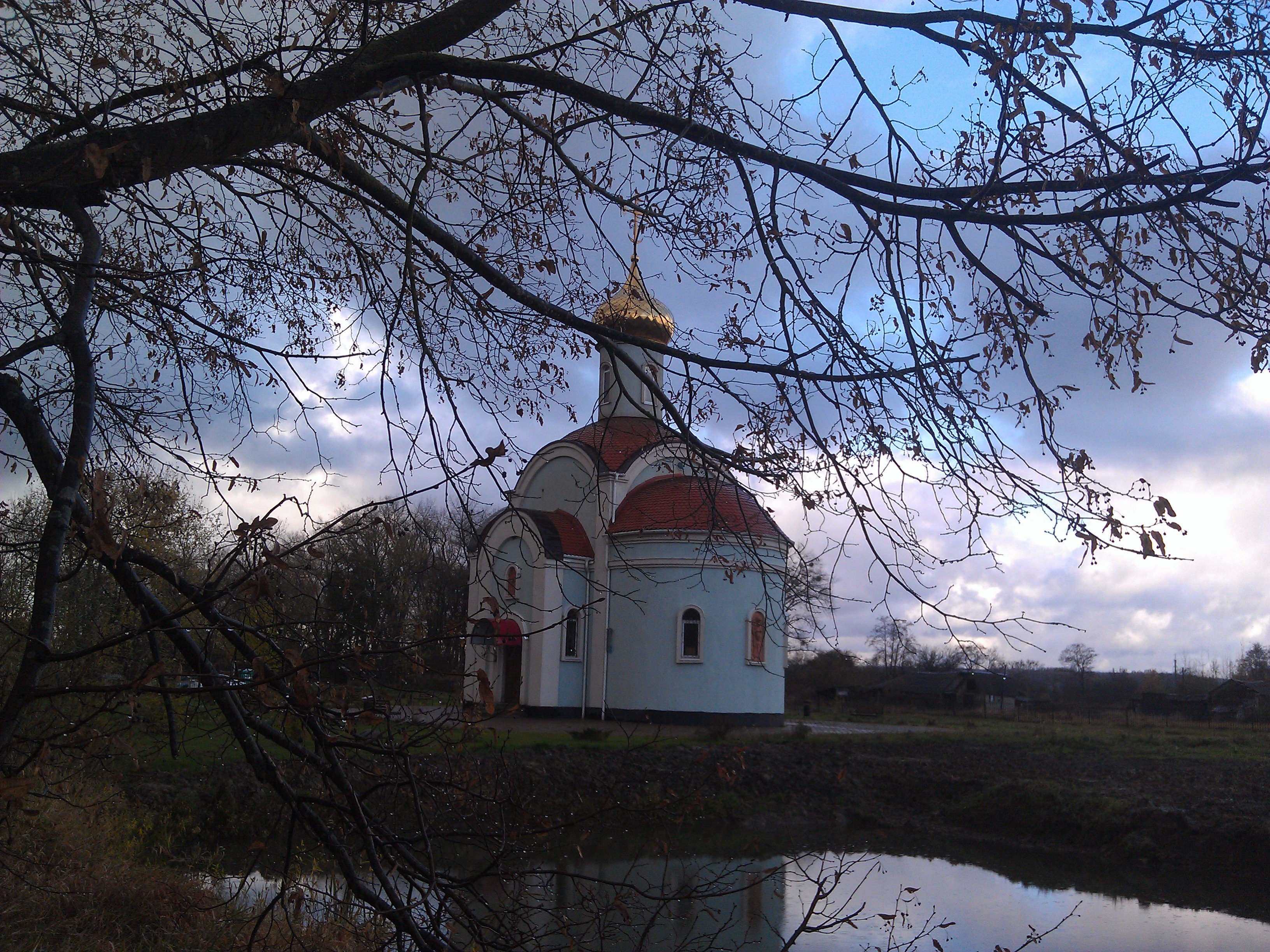
Orthodoxe Kirche der Heiligen Xenija in Ljublino

Mit ihrer überwiegend evangelischen Bevölkerung waren Korniten und Seerappen vor 1945 in das Kirchspiel der Kirche in Wargen (russisch: Kotelnikowo) eingepfarrt. Es gehörte zum Kirchenkreis Fischhausen (Primorsk) in der Kirchenprovinz Ostpreußen der Kirche der Altpreußischen Union. Heute liegt Ljublino im Einzugsbereich der evangelisch-lutherischen Auferstehungskirche in Kaliningrad (Königsberg) in der Propstei Kaliningrad der Evangelisch-lutherischen Kirche Europäisches Russland.
Seit etwa 2015 gibt es in Ljublino eine russisch-orthodoxe Kirche, welche der Heiligen Xenija von St. Petersburg geweiht ist.